# Durchhim
Durchhim (nep. दुर्छिम) – gaun wikas samiti we wschodniej części Nepalu w strefie Sagarmatha w dystrykcie Khotang. Według nepalskiego spisu powszechnego z 2001 roku liczył on 698 gospodarstw domowych i 3974 mieszkańców (2004 kobiet i 1970 mężczyzn).